# Hlubočepský hřbitov
Hlubočepský hřbitov se nachází v Praze v 5 Hlubočepích, mezi ulicemi Žvahovská a Ke hřbitovu.  Hřbitov spravuje příspěvková organizace Hřbitovy a pohřební služby hl. m. Prahy, Hřbitovní správa Malvazinky a Bubeneč. 

## Historie
Hřbitov byl založen a vysvěcen 27. června 1897 ve svahu vrchu Žvahov pod Hradištěm Děvín, u železnice Pražský Semmering.

## Popis
Hřbitov má pravidelný obdélníkový půdorys o rozloze 0,51 ha. Nachází se zde 967 pohřebních míst, z toho 13 hrobek, 723 hrobů a 231 urnových hrobů (stav k roku 2001). Márnice je z přelomu 19. a 20. století. Nejstarší hroby se nacházejí ve spodní jižní části hřbitova a podél východní a západní zdi. Při severní zdi vpravo u márnice je Pomník bezejmenným obětem války.

## Pohřbení (výběr)
- příslušníci šlechtické rodiny Hergetů, vlastníků cementáren, cihelen a vápenek
- Václav Železný, malíř karet
- rodina herce a písničkáře Karla Hašlera: rodiče Antonín (1838-?) a Marie Hašlerovi (1844–1891)
- rodina zpěváka Richarda Adama, hrobka č. 38
- oběti bojů pražského květnového povstání roku 1945, například:
  - Dr. Antonín Stránský
  - vojáci - příslušníci ROA[1]